# Đảo Wisteria

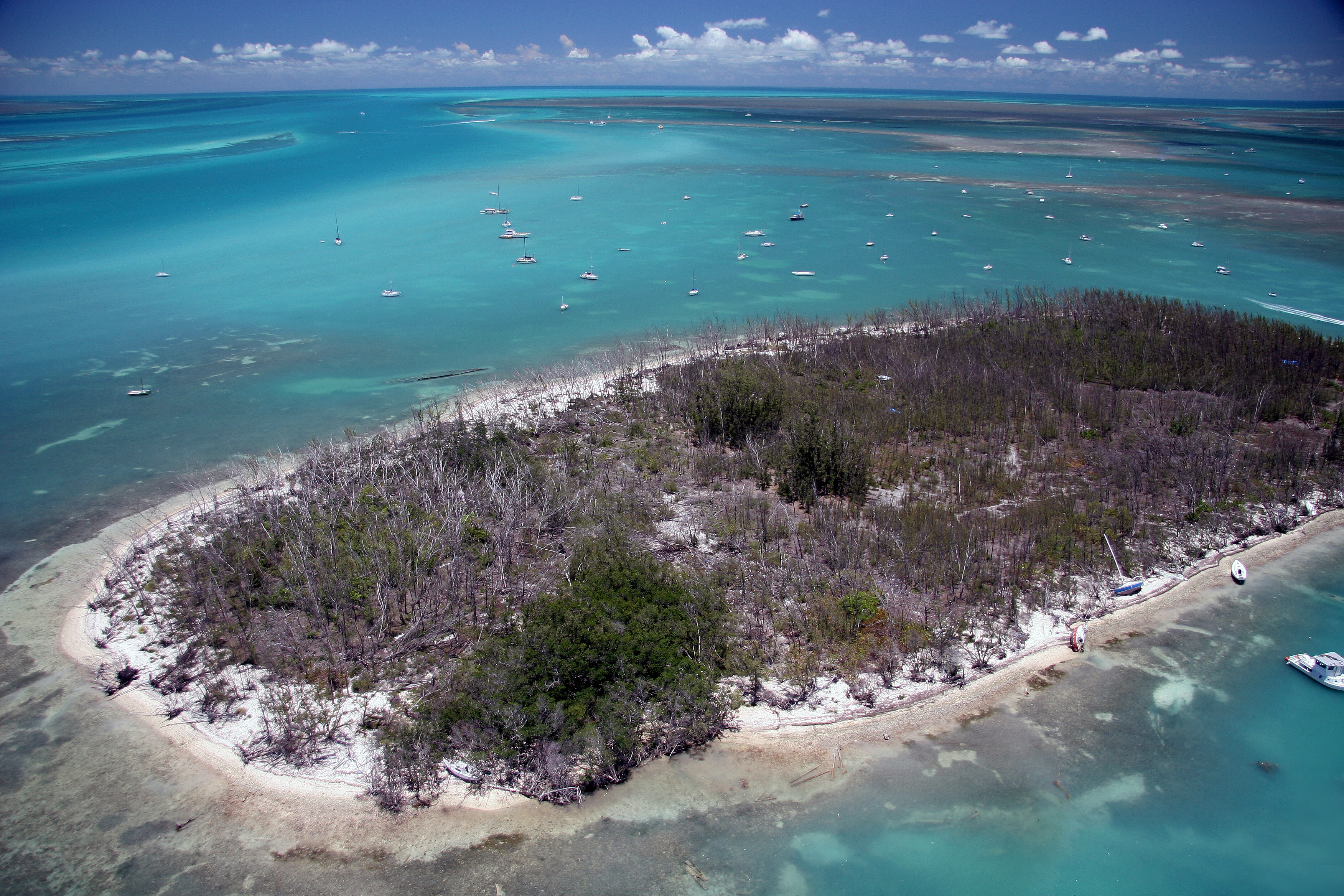
Đảo Wisteria ở vùng Hạ Florida, cách trung tâm thành phố Key West, Florida khoảng 600 dặm về phía tây bắc

Đảo Wisteria, còn được biết đến với tên gọi Đảo Cây Giáng sinh, là một hòn đảo không người ở Quận Monroe, Hoa Kỳ. Đảo nằm cách 280 dặm (260 m) về phía bắc-đông bắc Sunset Key (đảo Tank).
Đảo có diện tích 0,04 mi² (0,1 km²) (chính xác là 106346 m²). Biệt danh Đảo Giáng Sinh xuất phát từ số lượng lớn cây thông Úc (phi lao) mọc ở đó. Một số lượng lớn thuyền phao cũng được neo đậu gần hòn đảo này.